# Alejo Ortiz
Alejo Moguilner Ortiz (25 de septiembre de 1974), conocido como Alejo Ortiz, es un actor y profesor argentino, hijo de la actriz Susana Ortiz.

## Televisión
| Televisión | Televisión                        | Televisión                                                                   | Televisión |
| Año        | Título                            | Personaje                                                                    |            |
| ---------- | --------------------------------- | ---------------------------------------------------------------------------- | ---------- |
| 1996       | Verdad consecuencia               | -                                                                            |            |
| 1997       | Señoras y señores                 | -                                                                            |            |
| 1997       | Socios y más                      | Participación especial                                                       |            |
| 1998-1999  | Verano del 98                     | Mauro Villanueva                                                             |            |
| 1999-2000  | Cabecita                          | Esteban Zuluaga                                                              |            |
| 2001       | El hacker                         | Lucas                                                                        |            |
| 2001       | Un cortado, historias de café     | Rodolfo                                                                      |            |
| 2002       | Máximo corazón                    | Juan José "Juanjo" Almeida                                                   |            |
| 2003       | Sol negro                         | Teddy                                                                        |            |
| 2004       | Los pensionados                   | Diego                                                                        |            |
| 2004       | Epitafios                         | Fernando Spinelli                                                            |            |
| 2004       | Sangre fría                       | Gerardo Morales                                                              |            |
| 2005       | Conflictos en red                 | Sebastián                                                                    |            |
| 2005       | Doble vida                        | Violador                                                                     |            |
| 2005       | Botines                           | Diego (Ep. El diario de Carla)                                               |            |
| 2005-2006  | Mujeres asesinas                  | Jorge "Ep: Claudia Sobrero, cuchillera" Novio de Olga "Ep: Mercedes, virgen" |            |
| 2006       | Soy tu fan                        | Facundo González                                                             |            |
| 2006       | Chiquititas                       | Diego Molinas                                                                |            |
| 2007       | El hombre que volvió de la muerte | Dr. López                                                                    |            |
| 2008-2009  | Don Juan y su bella dama          | César McLean                                                                 |            |
| 2009       | Trátame bien                      | Nahuel                                                                       |            |
| 2009       | Valientes                         | Gabriel                                                                      |            |
| 2009       | Ciega a citas                     | Rodrigo                                                                      |            |
| 2010       | Botineras                         | Román Lamas                                                                  |            |
| 2011       | Los sónicos                       | Mánager (cameo)                                                              |            |
| 2012       | Volver a nacer                    | Juan                                                                         |            |
| 2012-2013  | Sos mi hombre                     | Marcelo                                                                      |            |
| 2013       | Historias de diván                | Cristian                                                                     |            |
| 2013       | Historias de corazón              | -                                                                            |            |
| 2014-2015  | Noche & Día                       | Adrian Guedes                                                                |            |
| 2015       | Milagros en campaña               | Rodrigo Garay                                                                |            |
| 2023       | El hotel de los famosos 2         | Participante - 4.to Eliminado                                                |            |
| 2023       | El hotel de los famosos 2         | Candidato en repechaje - 2.do Eliminado                                      |            |
| 2023       | Buenos chicos                     | Salgado                                                                      |            |

## Cine
| Año  | Título                    | Personaje |
| ---- | ------------------------- | --------- |
| 2001 | 30/30                     | Hermano   |
| 2010 | Amor en tránsito          | Santiago  |
| 2015 | Francisco, el padre Jorge |           |
| 2019 | 4 metros                  | Esteban   |
| 2021 | Yo nena, yo princesa      | Pastor    |

## Teatro
| Año       | Obra                             | Director        |
| --------- | -------------------------------- | --------------- |
| 2007-2008 | Todos los judíos fuera de Europa | Alejandro Ullua |
| 2011-2012 | La soledad                       | Diego Beares    |
| 2012      | 33 variaciones                   | Helena Tritek   |
| 2013      | El hombre mirando al sudeste     |                 |
| 2014      | Romeo y Julieta                  | Virginia Lago   |
| 2016      | Mi vida con Lucía                | Adrián Venagli  |